# Charpentiera obovata
Charpentiera obovata är en amarantväxtart som beskrevs av Charles Gaudichaud-Beaupré. Charpentiera obovata ingår i släktet Charpentiera och familjen amarantväxter. Inga underarter finns listade i Catalogue of Life.

## Bildgalleri

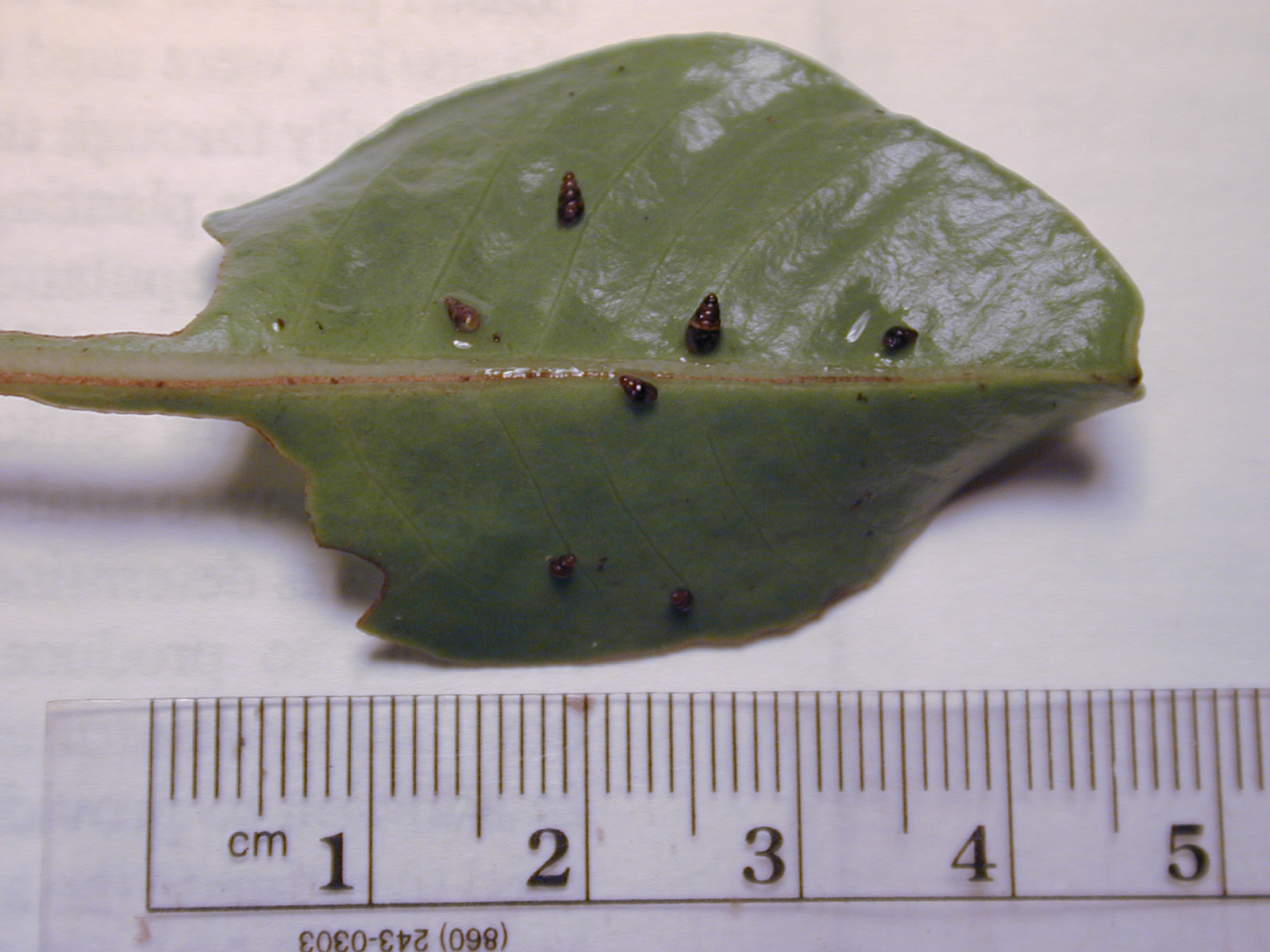
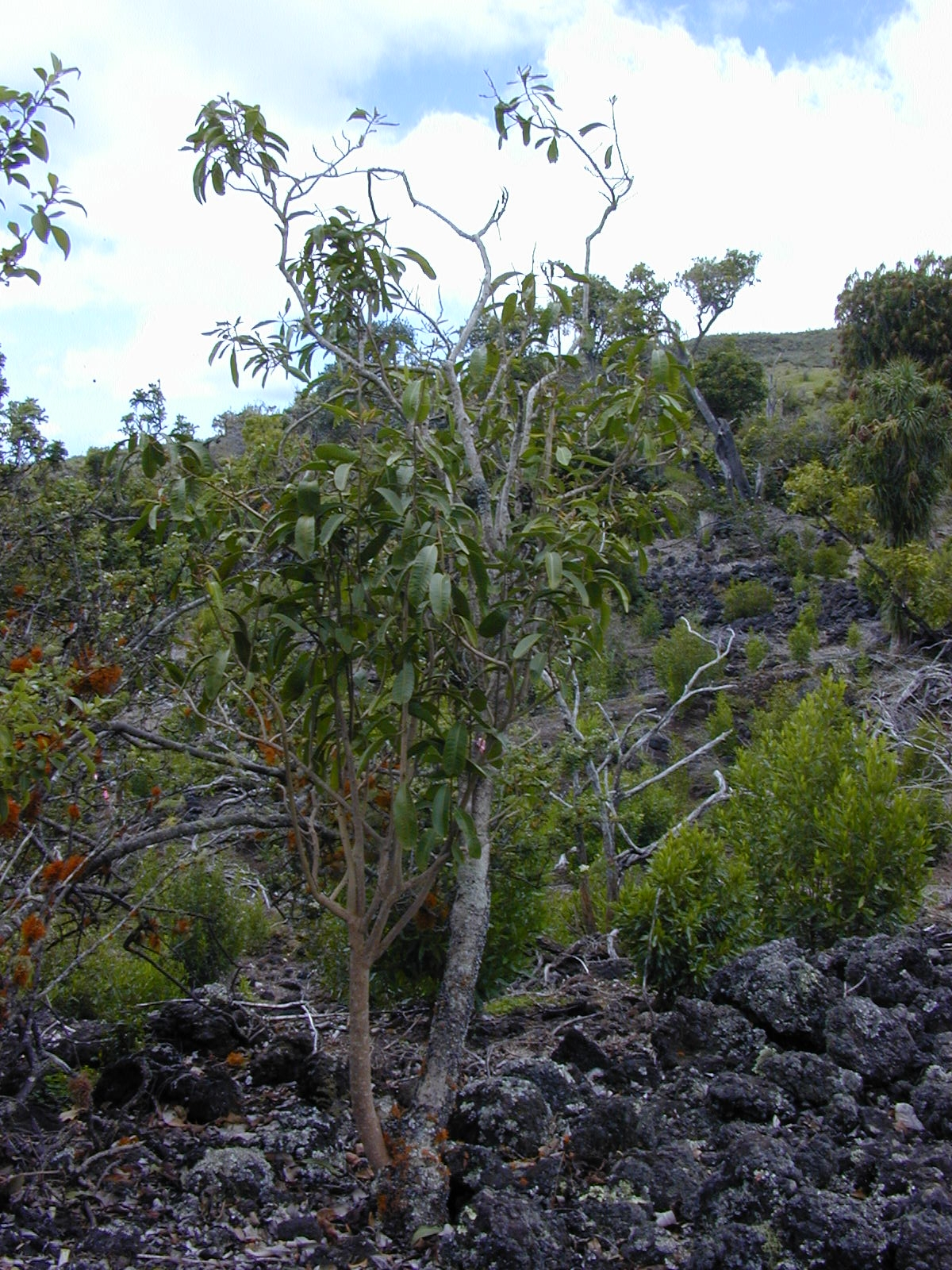
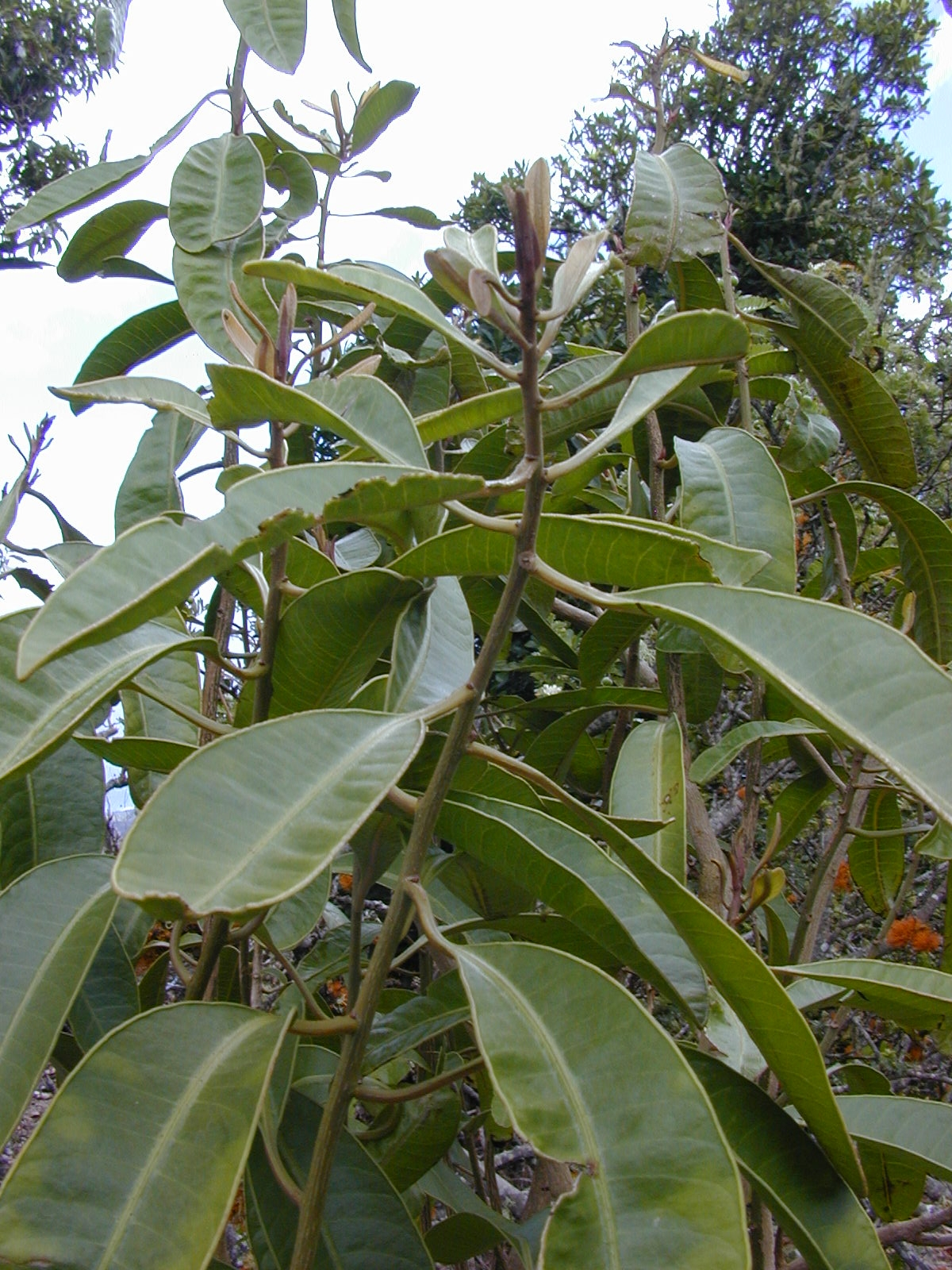
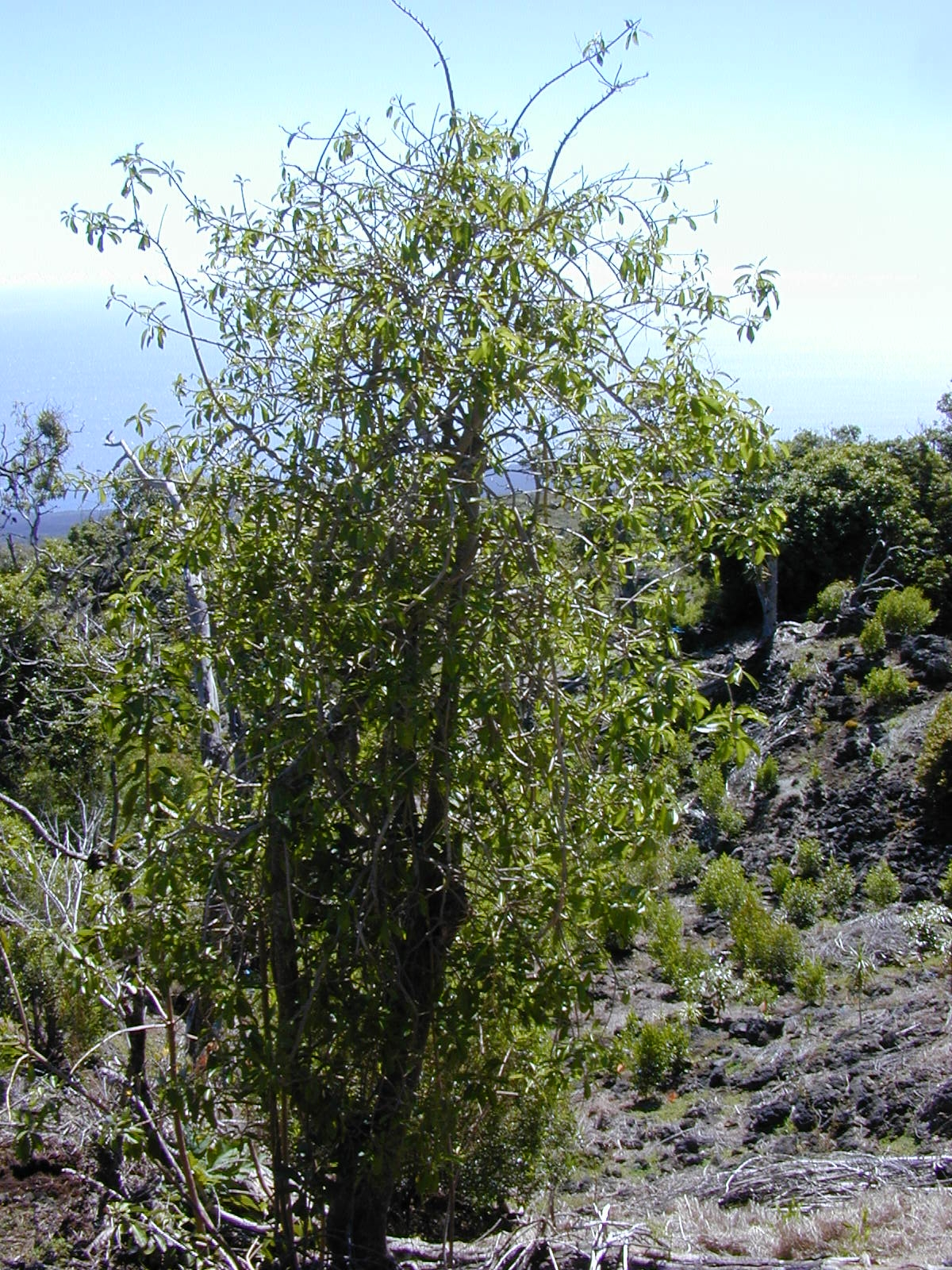
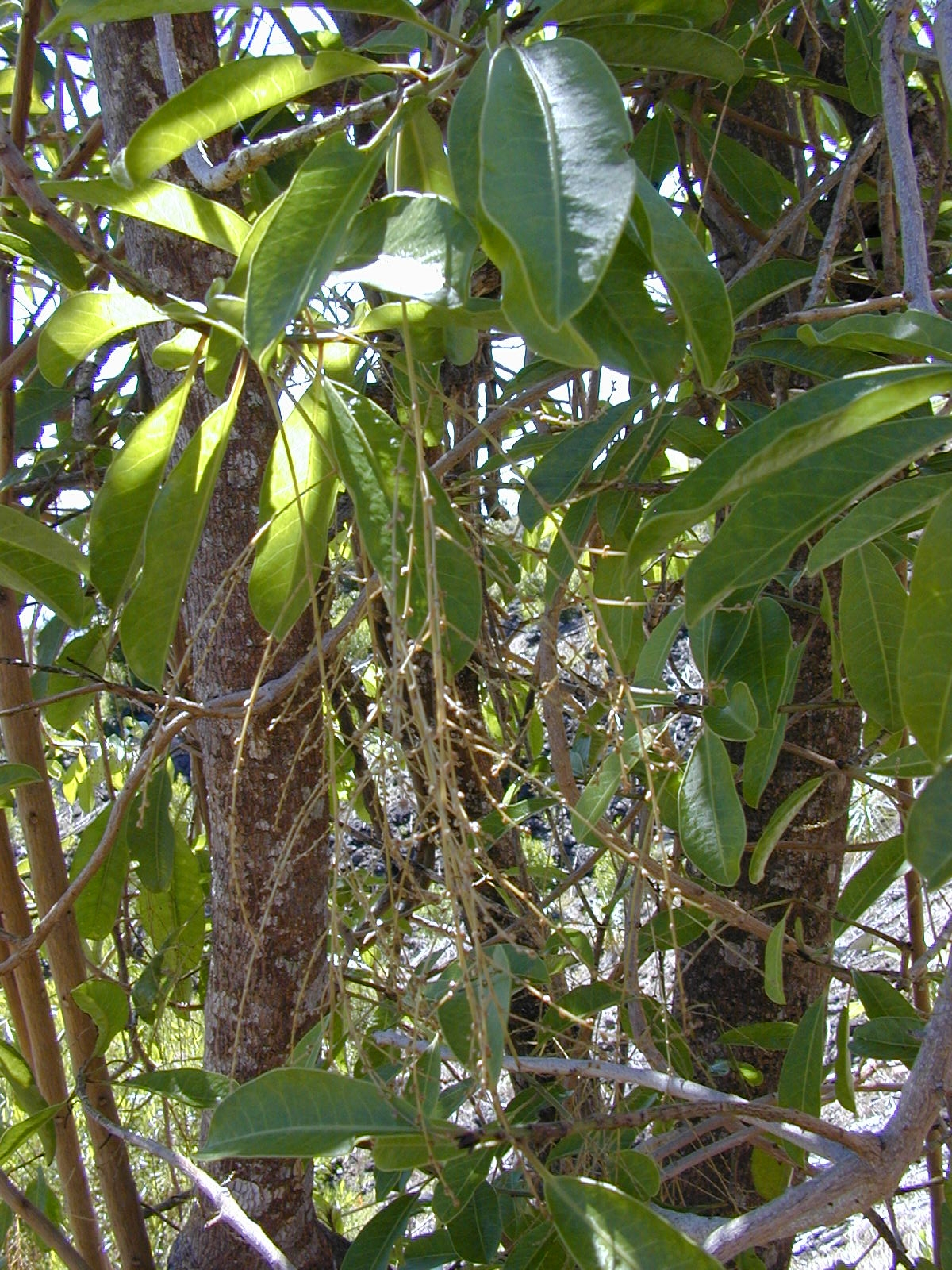
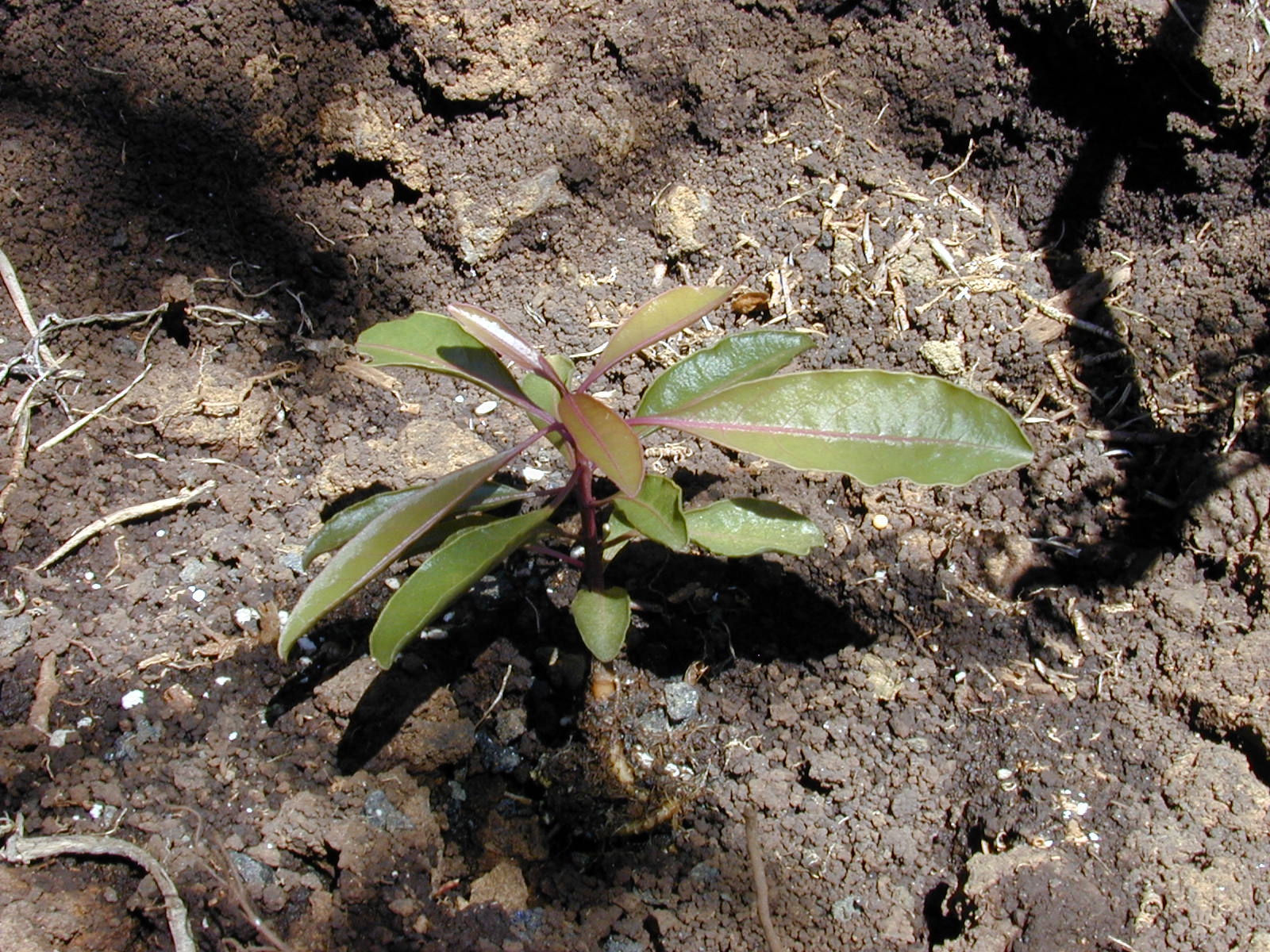